# Гаврилюк Ярослав Дмитрович
Яросла́в Дми́трович Гаврилю́к (нар. 29 жовтня 1951, Львів — пом. 25 травня 2021, Київ) — український актор театру і кіно, Народний артист України.

## Життєпис
Ярослав Дмитрович Гаврилюк народився 29 жовтня 1951 року.
1976 року закінчив Київський державний інститут театрального мистецтва ім. Карпенка-Карого, курс Бориса Ставицького.
Деякий час працював у Львівському ТЮГу.
У 1979 році, після конкурсного набору, був зарахований до трупи Молодого (тоді Молодіжного) театру. Він був одним «з тих 26-ти» акторів, які започаткували театр.
У 1982 році Ярослав — один з перших, після відкриття Молодіжки, отримав почесне звання Заслуженого артиста України.
Був безперечним корифеєм Молодого театру, провідним актором театру, ведучим майстром сцени.
За час роботи зіграв близько 25 ролей, з яких найвизначніші: Антон, Петряков — «Піти й не повернутись», Голохвостий — «За двома зайцями», Поприщін — «Записки божевільного», Вовчанський — «Пригвождені», Маркіз де Сад — «Марат-Сад», Подкольосін — «Одруження».
Ярослав Дмитрович майстерно володів акторською технікою, прекрасно відчував жанр твору, особливу увагу приділяв мовній виразності, дбав про чистоту української мови, його роботам була властива життєва переконливість.
Помер 25 травня 2021 року у Києві від коронавірусу. Похований на кладовищі смт. Брюховичі, Львівська область.

## Творчість
Характерною рисою Ярослава Гаврилюка, як актора, було поєднання високої внутрішньої патетики з зовнішньою простотою, природністю.

### Театральні ролі
- О. Казанцев «З весною я до тебе повернусь…» (Корчагін), реж. О. Заболотний
- В. Биков «Піти й не повернутись» (Антон, Петряков), реж. В. Семенцов
- В. Заходера «Пригоди Аліси в країні див» (Очманілий заєць, Грифон)
- Театральне сказання Я. Стельмаха, В. Шулакова «Слово о полку Ігоревім» (Ведучий), реж. В. Шулаков
- В. Биков «Третя ракета» (Лук'янов), реж. В. Шулаков
- С. Злотніков «Гоген, Пейзаж, Юван, Алевтина…» (Гоген), реж. О. Булига
- Театральне дійство за мотивами творів В.Коротича, Ю. Фучіка, В. Шекспіра «Репортаж» (Слідчий), реж. В. Шулаков
- В. Маяковський «Баня» (Чудаков), реж. В. Шулаков
- М. Шатров «Диктатура совісті» (Гоша), реж. Л. Танюк
- Д. Вассерман «Політ над гніздом зозулі» (Біллі), реж. В. Шулаков
- М. Гоголь «Записки божевільного» (Поприщін), реж. К. Лінартович
- В. Винниченко «Пригвождені» (Вовчанський), реж. В. Оглоблін
- П. Вайс «Марат — Сад» (Маркіз де Сад), реж. В. Шулаков
- Г. Квітка — Основ'яненко"Шельменко-денщик" (Опецьковський), реж. В. Шулаков
- Д. Фонвізін «Бригадир» (Радник), реж. М. Карасьов
- П. Когут «Гра королів, або пат» (Франц), реж. Т. Криворученко
- В. Шекспір «Трагедія Гамлета, принца данського» (Гробар), реж. С. Мойсеєв
- Р. Шерідан «Севільські заручини» (Ісаак), реж. Є. Курман
- М. Старицький «За двома зайцями» (Голохвостий), реж. В. Шулаков
- М. Гоголь «Одруження» (Подкольосін), реж. Т. Криворученко
- Жан-Батист Мольєр, переклад Ірини Стешенко Дон Жуан — Франціск
- Марія Ладо. Звичайна історія — сусід
- Микола Гоголь, Микола Куліш, Інсценізація Станіслава Мойсеєва Ревізор — Артем Пилипович Земляніка
- Микола Гоголь, Микола Куліш, Інсценізація Станіслава Мойсеєва Ревізор — Хуна Штильштейн

### Акторська фільмографія
- «Вавилон — ХХ» (1979, реж. І.Миколайчук)
- «Дударики» (1979, реж. С.Клименко)
- «Під сузір'ям Близнюків» (1979)
- «Від Бугу до Вісли» (1980)
- «Така пізня, така тепла осінь» (1981)
- «Ранок за вечір мудріший» (1981)
- «Грачі» (реж. К. Єршов)
- «Казки старого чарівника» (1984)
- «Передай далі…» (1988)
- «Годинникар і курка» (1989)
- «Гріх» (1991)
- «Три гільзи від англійського карабіна» (1983, Тихон Глоба)
- «Загибель богів» (1988)
- «Ордань»
- «Місяцева зозулька» ‎(1993)
- «Тарас Шевченко. Заповіт» (1992—1997)
- «Поет і княжна» (1999)
- «Приблуда» (2007, реж. В. Ямбурський)
- «Янгол смерті» (2011)
- «Зелена кофта» (2013) та ін.

## Нагороди
- За роль у фільмі «Приблуда» актор отримав диплом за найкращу роль;
- За роль Гриця в фільмі «Дударики» він отримав премію в номінації «За найкращу чоловічу роль» на Міжнародному кінофестивалі «Молодість-81»;[2]
- премія імені Степана Бандери Львівської обласної ради (2012);[3]
- Відзнака Президента України — ювілейна медаль «25 років незалежності України» (2016).[4]